# Lemniscaat van Gerono

Grafiek van de lemniscaat van Gerono, a = 1.

De lemniscaat van Gerono (lemniscaat is Grieks voor bloemenslinger) is een algebraïsche kromme, die de vorm van een striklijn of lemniscaat heeft: {\displaystyle \infty }. Ze werd grondig bestudeerd door de Franse wiskundige Camille-Christophe Gerono (1799-1891).
De Cartesiaanse vergelijking is {\displaystyle x^{4}=a^{2}(x^{2}-y^{2})} of {\displaystyle \quad ay=\pm x{\sqrt {a^{2}-x^{2}}}\,}
De parametervergelijking van de curve is:
{\displaystyle {\begin{cases}x=a\sin t\\y=a\sin t\cos t\end{cases}}\quad (\cos t=\tan \theta )\,}.
In poolcoördinaten: {\displaystyle r^{2}=a^{2}\sec ^{4}\theta \cos(2\theta )}
De oppervlakte die de kromme omsluit is gelijk aan: {\displaystyle {\frac {4a^{2}}{3}}\,}.